# Русия в Съвета на Европа
Русия се присъединява към Съвета на Европа на 28 февруари 1996 г.
Ратифицира Европейската конвенция за защита правата на човека и основните свободи на 30 март 1998 г. Така Русия потвърждава своя ангажимент към принципите на хуманизма и демокрацията, както и желанието да коригира редица законодателни актове, които противоречат на разпоредбите на Конвенцията. С присъединяването си към Съвета на Европа Русия уверява организацията, че е готова да урегулира своите закони и политическа система в съответствие с европейските стандарти.
Втората чеченска война става повод за дискусия за евентуалното изключване на Русия от Съвета на Европа. Русия е санкционирана, като се отнема правото на глас на делегацията ѝ в Парламентарната асамблея на Съвета на Европа през 2000 г.
Откакто се присъединява към Съвета на Европа, Русия е критикувана от държавите членки за нарушаване на човешките права, войната в Чечения, както и ограничаването на демократичните свободи и контролиране на медиите.
ПАСЕ призовава Русия да отмени смъртното наказание като предпоставка се посочва това, че Русия е единственият член на организацията, който не е изпълнил тази клауза.
Русия ратифицира 50 конвенции на Съвета на Европа по различни въпроси (правата на човека, съдебното сътрудничество, борбата срещу тероризма и престъпността, културни и социални въпроси). Много от руските граждани започват да научават правата си и, съответно, да се възползват от организации като Европейския съд по правата на човека.
В руското законодателство и административна практика се правят множество реформи. Така под влиянието на Европейската комисия за правата на човека в руската наказателна система възникват много промени.
Руски представители, които участват активно в Парламентарната асамблея на Съвета на Европа са: ръководителят на руската делегация в Парламентарна асамблея на Съвета на Европа – Константин Косачев, участник в Конгреса на местните и регионалните власти в Европа – Светлана Орлова, участник в Съвета на федерацията на комисията по международните въпроси – Михаил Маргелов, който е и ръководител на политическите групи в Парламентарна асамблея на Съвета на Европа.
В централата на Съвета на Европа в Страсбург действа Постоянното правителство на Руската федерация, водено от постоянния представител Александър Алексеев.

## Съветски период
По време на Студената война Съветът на Европа обединява всички европейски страни, които не са били част от социалистическия блок, с изключение на средиземноморските авторитарни режими в Испания, Португалия и Гърция. Съветът на Европа и по-специално решенията и становищата, давани от Парламентарната асамблея през годините, отразяват становищата на западноевропейската общност по различни въпроси и събития, отнесени до Съветския съюз. Така редовно на дневен ред ПАСЕ засяга въпроси, свързани с нарушения на правата на човека в Съветския съюз, особено свободата на словото и религията. Също така са засягани въпроси относно положението на съветските евреи.
ПАСЕ приема резолюции за редица събития в отговор на събития от международно значение – унгарските събития от 1956 г., въвеждане на войски в Чехословакия през 1968 г., съветската инвазия в Афганистан, експлозията в чернобилската атомна електроцентрала. Като допълнение, ПАСЕ редовно взимат предвид общи политически документи за отношенията между Запада и Изтока.
Отношенията между Съвета на Европа и Съветския съюз се подобряват постепенно в периода на Перестройка. През 1989 г. седалището на Съвета на Европа в Страсбург е посетено от Михаил Горбачов. В речта си пред ПАСЕ той обявява мотото: „Европа – нашият общ дом“. Това се отчита като първа стъпка в присъединяването на Русия към Съвета на Европа.

### Присъединяване към Съвета на Европа
На 14 януари 1992 г. на руския парламент е предоставен статут на специален гост в ПАСЕ, а на 7 май 1992 г. Русия подава молба за членство в Съвета на Европа.

## 1996
Русия се присъединява към Съвета на Европа на 28 февруари 1996 г. Това съвпада с навечерието на президентските избори в Русия. При присъединяването на Русия към Парламентарната асамблея Съветът на Европа прилага редица задължения и ангажименти. Те са свързани главно с ратификацията на европейските конвенции, привеждане на законодателството в съответствие с европейските стандарти и политически отношения със съседните страни.
На церемонията по встъпване на Русия в Съвета на Европа тя е представена от външния министър Евгений Примаков. В същия ден той депозира документ за ратификация на Статута на Съвета на Европа, в който са подписани основните конвенции, включително Европейската конвенция за правата на човека.

## 1997
През юни 1997 г. Конгресът на местните и регионални власти в Европа приема препоръка относно състоянието на местното управление и федерализма в Русия.
През октомври 1997 г. руският президент Борис Елцин участва във Втората среща на високо равнище на Съвета на Европа. В речта си той казва:
„Ние сме готови да построим нова, по-голяма Европа, без разделящи линии, където нито една държава не би наложила волята си на другите, където малки и големи страни са равностойни партньори с общи демократични принципи. Тази разширена Европа днес може да бъде мощна общност на държавите, като е несравнима по потенциал с всички други региони в света и е в състояние да осигури собствената си сигурност. Тя ще се основава на различното културно, етническо и историческо наследство на всички европейски нации. Пътят към Голяма Европа ще бъде дълъг и труден. Но ще вървим по него – за благото на всички европейци. Русия също допринася за тази кауза.“
В това време Елцин споменава: „Сили, които целят да изолират Русия от Европа, както и нарушението на правата на руските сънародници в балтийските държави.“

## 1998
На 5 май 1998 г. е дадена грамота за ратификация на Русия относно Европейската конвенция за правата на човека и прилежащите към нея протоколи. В същия ден Конвенцията влиза в сила за Русия.

## 1999
На 4 ноември ПАСЕ приема резолюция за конфликта в Чечения.
Европейската комисия срещу расизма и нетолерантността, приема първия доклад за напредъка на Русия.
През декември 1999 г. Русия е предала доклад за ратифицирането на основните конвенции на Съвета на Европа в областта на наказателното право – за екстрадиция и взаимна правна помощ.

## 2000
През януари и април ПАСЕ приема две препоръки относно конфликта в Чечения.
Асамблеята през януари не е потвърдила правомощията на руската делегация.

## 2001
През януари са възстановени напълно представителите на руската делегация в ПАСЕ.
През март комисар на Съвета на Европа за правата на човека посещава Русия. По-специално посещава Чечения, която е представила доклад.
През юли Европейският комитет за предотвратяване на изтезанията прави публична декларация, съгласно член 10 на КПИ в Чечения.

## 2002
Европейският съд се произнася по жалбите срещу Русия – по делата „Бурдов“ и „Калашников“.
През май комисар на Съвета на Европа по правата на човека представя своите препоръки по отношение на т. нар. „Внезапни проверки“ в Чечения.
Консултативният комитет за прилагане на Рамковата конвенция за защита на националните малцинства излиза със становище относно първия периодичен доклад на Русия.

## 2003
През януари ПАСЕ прие резолюция относно оценката на перспективите за политическо решение на конфликта в Чечения, а през април – за състоянието на човешките права в Чечения.
През февруари комисар от Съвета на Европа по правата на човека посещава Русия, както и Чечения и Ингушетия, които са подали доклад през март.
През юли Европейският комитет за предотвратяване на изтезанията прави публична декларация по член 10 на КПИ в Чечения.
През октомври Европейският съд по правата на човека постановява в полза на заявителя – случая на Сливенко срещу Латвия.
През ноември ПАСЕ приема резолюция за присъдата на г-н Паско.

## 2004
През май Конгресът на Съвета на Европа приема резолюции и препоръки на местната и регионалната демокрации в Русия.
През юли и септември комисарят по правата на човека в Съвета на Европа посещава Русия, в резултат през 2005 г. представя своя доклад.
През октомври ПАСЕ приема Резолюция за правата на човека в Чечения.

### Нова делегация в ПАСЕ
След изборите за Държавната Дума се формира нова руска делегация в ПАСЕ. Тя е ръководена от Константин Косачев.

## 2005
На 6 януари ПАСЕ приема резолюция за случая „Юкос“.

### Доклад и резолюция относно задълженията на Русия
През юни 2005 г. за първи път от април 2002 г. – ПАСЕ обсъжда доклад относно спазването на задълженията на Русия към Съвета на Европа.
В доклада за спазването на задълженията на Русия към Съвета на Европа, Дейвид Аткинсън и Рудолф Биндинг твърдят, че Русия не е в „свободно и демократично състояние“. Като предпоставки за това те изтъкват, че тя не гарантира независимостта на съдебната власт, независимостта на медиите и няма условие за провеждане на свободни и честни избори.

### Трета среща на върха на СЕ
През май 2005 г. руският външен министър Сергей Лавров участва на Третата среща на високо равнище на Съвета на Европа във Варшава.
На срещата се подписва Конвенцията за предотвратяване на тероризма, която е разработена под ръководството на Русия.

## 2006
Консултативният комитет за прилагане на Рамковата конвенция за защита на националните малцинства излиза със становище относно втория периодичен доклад на Русия.
През февруари комисарят на Съвета на Европа за правата на човека прави посещение в Чечения, което докладва през март.
Европейската комисия срещу расизма и нетърпимостта публикува третия периодичен доклад на Русия през май. През декември е направено специално изявление за положението на хората от грузински произход в Русия.

## 2007
През март на Европейския комитет за предотвратяване на изтезанията е направена публична декларация по член 10 на КПИ в Чечения. Наблюдатели от ПАСЕ участват в провеждането на избори за Държавната Дума. След резултатите от мониторинга заявяват: „Голямо разнообразие при гласуване, но определено нечестно.“.

### Доклад за журналистите
На 25 януари в Страсбург е изнесен доклад „Заплахи на живота и свободата на словото на журналистите“. В този доклад се изразяват притесненията към ПАСЕ относно множеството заплахи за живота на журналистите в Европа. Посочени са и убийствата на арменския журналист Хрант Динк в Турция и на Анна Политковская в Русия. Една от разпоредбите, приети от ПАСЕ ясно очертават грешките при съдебните процеси проведени в Русия по отношение на тези случаи.

### Нови представители в СЕ
През януари 2007 г. новият постоянен представител на Русия в Съвета на Европа е Александър Алексеев.
Новият представител на Русия в съда в Страсбург е Вероника Милинчук.

## 2008
След изборите за Държавната Дума се формира нова руска делегация в ПАСЕ. През август 2008 г. новият представител на Русия в съда в Страсбург е Георгий Матюшкин.
Делегатите в ПАСЕ предлагат Русия да бъде лишена от право на глас във връзка със събитията в Южна Осетия. Това предложение е отхвърлено.

## 2009
Стартира съвместна програма на Съвета на Европа и Русия – „Малцинствата в Русия“. Ратифицира се ревизираната Европейска социална харта.
Русия е осъдена вследствие на резолюцията на ПАСЕ за последиците от предходната година.
През септември комисарят на Съвета на Европа по правата на човека прави посещение в Русия, включително Чечения и Ингушетия, които представят доклади през ноември.

## 2010
Ратифициран е Протокол 14 към ЕКПЧ.
През юни въз основа на доклада на ПАСЕ Дика Марти приема резолюцията за правата на човека в Северен Кавказ.

## 2011
През януари в своята резолюция ПАСЕ споменава Русия като една от двете страни, които се бавят в изпълнението на решенията на Европейския съд по правата на човека. Това е от особено значение и води до още препоръки, отправени към Русия.
През май главният секретар на Съвета на Европа Т. Ягланд участва в правен форум в Санкт Петербург. В своята реч той призовава Русия да предприеме стъпки, за да гарантира, че най-високите национални съдилища са допълнителни филтри, преминаването на които би резултирало в подаване на жалба до Европейския съд по правата на човека.
През юни Ягланд изразява силна загриженост относно възможността на руския конституционен съд да блокира решенията на Европейския съд по правата на човека.

## 2012
През януари 2012 г. Европейският съд по правата на човека излиза с решение по жалби от Русия за нечовешките условия в КПЗ.
ПАСЕ публикува доклад за изборите за Държавната Дума, проведени през 2011 г.
Приема се резолюцията относно задълженията на Русия и комисарят по правата на човека в Съвета на Европа посещава Русия.
В Европейския съд по правата на човека са подадени две междудържавни жалби от страна на Грузия срещу Русия.